# Staurogyne punctata
Staurogyne punctata är en akantusväxtart som beskrevs av Imlay. Staurogyne punctata ingår i släktet Staurogyne och familjen akantusväxter. Inga underarter finns listade i Catalogue of Life.